# Maibritt Saerens
Maibritt Saerens (* 25. Mai 1970 in Silkeborg) ist eine dänische Schauspielerin.

## Leben
Maibritt Saerens schloss 1999 ihr Schauspiel-Studium am Aarhus Teater ab und war dort zunächst als Theater-Schauspielerin beschäftigt. Mit der Fernsehserie Krøniken wurde sie im ganzen Land bekannt. Ab 2007 spielte sie in der Seifenoper 2900 Happiness. 2015 war sie als „Ellen Henriksen“ in der Miniserie Saboteure im Eis – Operation Schweres Wasser zu sehen. 2019 spielte sie „Anette Karlslund“ in der Serie Darkness – Schatten der Vergangenheit. 2022 wirkte sie als Priesterin „Ronja“ in der Miniserie Ein Sturm zu Weihnachten mit.

## Filmografie (Auswahl)
- 2004–2007: Krøniken (Fernsehserie, 22 Folgen)
- 2007–2009: 2900 Happiness (Fernsehserie, 68 Folgen)
- 2008: Blå mænd
- 2009: Protectors – Auf Leben und Tod (Livvagterne, Fernsehserie, 2 Folgen)
- 2010: Happy Happy (Sykt lykkelig)
- 2015: Saboteure im Eis – Operation Schweres Wasser (Kampen om tungtvannet, Miniserie, 6 Folgen)
- 2017: Robin
- 2019: Darkness – Schatten der Vergangenheit (Den som dræber – Fanget af mørket, Fernsehserie, 8 Folgen)
- 2019: Countdown Copenhagen (Fernsehserie, 5 Folgen)
- 2020: Julefeber (Fernsehserie, 12 Folgen)
- 2022: Ein Sturm zu Weihnachten (Julestorm, Miniserie, 6 Folgen)
- 2022–2023: Sommerdahl Murders (Fernsehserie, 22 Folgen)